# تخته رسم

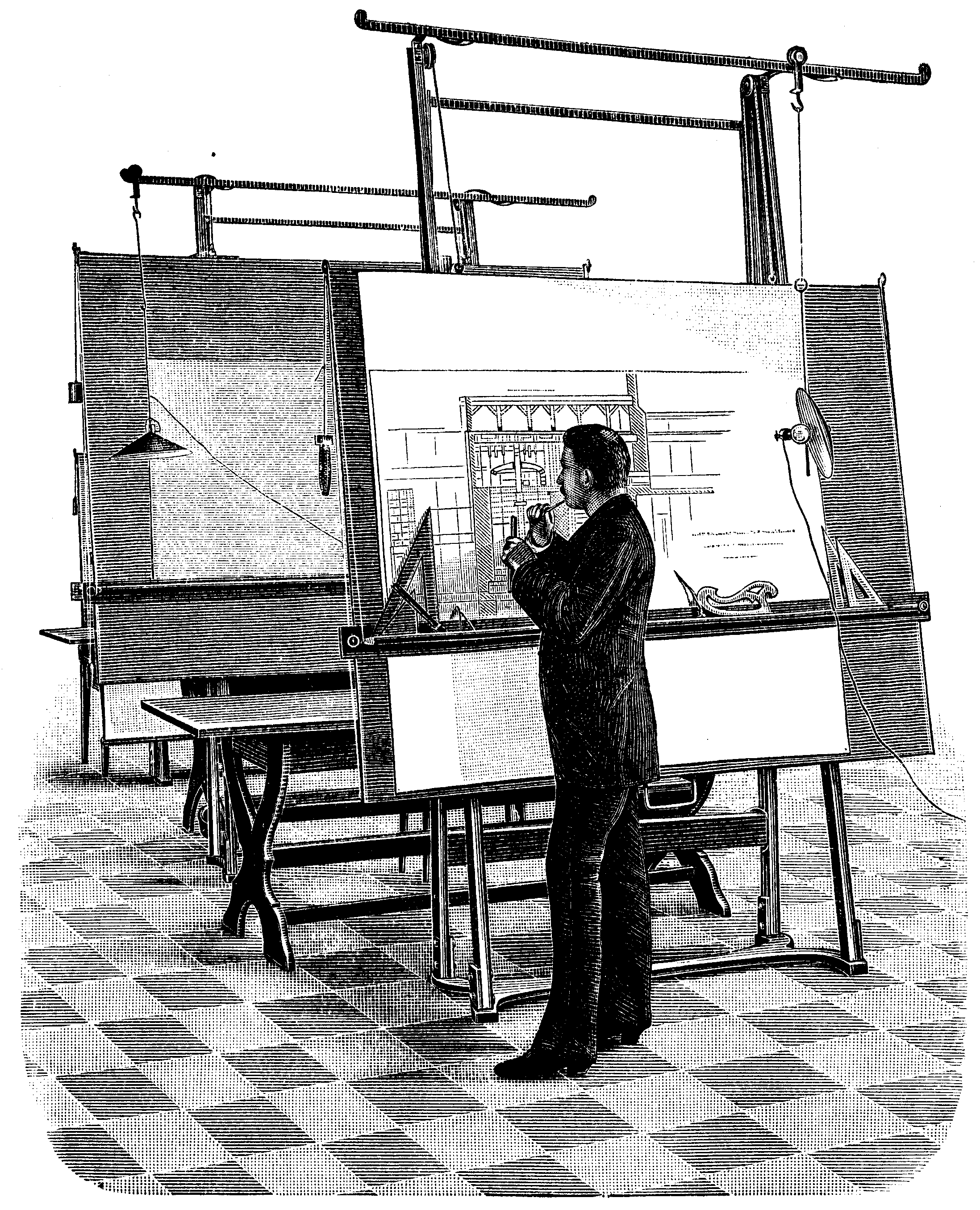
یک معمار قرن نوزدهمی در حال استفاده از تخته رسم

تخته رسم (همچنین میز نقشه‌کشی، میز طراحی یا میز معماری) در شکل سنتی آن میزی چند منظوره است که می‌تواند برای نقاشی، نوشتن یا طراحی بر روی یک صفحه بزرگ، برای خواندن کتاب‌های بزرگ یا دیگر نوشته‌های بزرگ یا برای تهیه نقشه‌های دقیق فنی (مانند نقشه‌های مهندسی یا نقشه‌های معماری) استفاده شود. در اوایل دوره صنعتی شدن در اروپا، تخته رسم یکی از ملزومات دفتر یا اتاق مطالعهٔ افراد از طبقات مرفه جامعه بود.
در طول انقلاب صنعتی طراحی به تدریج تبدیل به کاری تخصصی شد و تخته‌های رسم از کتابخانه‌ها و دفاتر بیشتر ثروت‌مندان خارج شدند. این تخته‌ها دیگر از چوب‌های گران‌بها ساخته نمی‌شدند، بلکه در ساخت آن‌ها از پلاستیک یا فلز استفاده می‌شد.
امروزه مهندسین و طراحان از تخته‌های رسم برای ترسیم روی کاغذ با جوهر یا مداد استفاده می‌کنند. از ابزارهای مختلف طراحی (گونیا، نقاله و غیره) برای ترسیم خطوط موازی، عمود یا اریب روی این تخته‌ها استفاده می‌شود. ابزارهایی برای طراحی دایره‌ها، قوس‌ها، منحنی‌ها و نمادهای دیگر نیز وجود دارد (پرگار، پیستوله، شابلون و غیره). با این همه، با ورود ابزارهای طراحی به کمک رایانه در دهه‌های پایانی سده بیستم و اوایل سده بیست و یکم، استفاده از تخته رسم کمتر رایج شد.

## امروزه

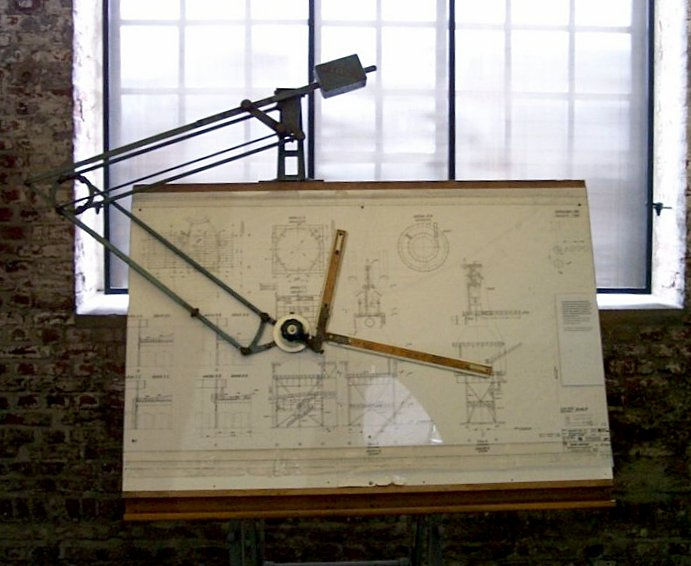
یک تخته رسم به همراه دستگاه طراحی، که نیاز به خط‌کش تی را رفع می‌کند.

علیرغم رواج طراحی به کمک رایانه، بسیاری از معماران قدیمی و حتی برخی از طراحان سازه هنوز هم از روش ترسیم دستی با تخته رسم استفاده می‌کنند.
تخته رسم‌های امروزی معمولاً دارای قابی فولادی هستند. فولاد به همان اندازه قاب‌های تخته رسم‌های قدیمی تهیه شده از چوب بلوط مستحکم و حمل آن آسان‌تر است. به‌طور معمول سطح صفحه تخته رسم از جنس ورق ضخیمی از ورق فیبر فشرده‌شده است که تمام سطح آن با ورق‌هایی از فرمیکا پوشیده شده‌است. سطح تخته رسم معمولاً با پیچ‌هایی به قاب متصل می‌شود که می‌توان برای جابجایی تخته آن‌ها را باز کرد.
برخی از تخته رسم‌ها دارای موتور الکتریکی برای تنظیم ارتفاع و زاویه تخته رسم هستند. این تخته رسم‌ها به اندازه میزهای سنتی تهیه‌شده از بلوط و فلز برنج سنگین هستند و حمل آن‌ها دشوار است.